# ديك أونيل
ديك أونيل (بالإنجليزية: Dick O'Neill)‏ هو ممثل أمريكي، ولد في 29 أغسطس 1928 بنيويورك في الولايات المتحدة، وتوفي في 17 نوفمبر 1998 في الولايات المتحدة.

## أعمال

### أفلام
- (1974) أخذ بيلهام واحد اثنان ثلاثة
- (1978) قصة بدي هولي
- (1986) ساحل البعوض

## وصلات خارجية
- ديك أونيل على موقع IMDb (الإنجليزية)
- ديك أونيل على موقع ميوزك برينز (الإنجليزية)
- ديك أونيل على موقع قاعدة بيانات برودواي على الإنترنت (الإنجليزية)
- ديك أونيل على موقع إن إن دي بي (الإنجليزية)
- ديك أونيل على موقع أول ميوزيك (الإنجليزية)
- ديك أونيل على موقع ديسكوغز (الإنجليزية)
- ديك أونيل على موقع قاعدة بيانات الفيلم (الإنجليزية)